# Ahl al-Kahf
Ahl al-Kahf è un villaggio della Giordania situato a 13 km a sud della capitale, Amman.
In questo villaggio la quasi totalità della popolazione è di etnia araba e di religione islamica e si aggira attorno ai 1 500 abitanti, dediti soprattutto all'artigianato locale. Ma l'economia si basa principalmente sui pellegrinaggi di numerosi credenti musulmani, che vengono per visitare la grotta dei sette dormienti di Efeso.
Queste grotte sono riconducibili al periodo di dominazione romana, ma la loro grande importanza per l'Islam è dovuta ad un racconto contenuto nel Corano: sette ragazzi che credevano in Dio si sarebbero nascosti in una di queste grotte per sfuggire alla persecuzione di un tiranno che voleva costringerli ad abiurare il loro credo; nella grotta Allah li avrebbe fatti addormentare tanto profondamente che i persecutori, quando li trovarono, li credettero morti. Il racconto coranico sostiene che essi si svegliarono dopo trecento anni (e ne aggiungono nove, facendo l'equazione con gli anni lunari).
Dopo diversi secoli i conquistatori musulmani resero onore ai sette fanciulli decorando le grotte l'entrata del sepolcro con colonne riccamente addobbate con motivi floreali.
Altra meta di pellegrinaggio del villaggio è la moschea, un tempo chiesa bizantina, riconvertita durante il regno della dinastia degli Omayyadi.